# Río Tarn
El río Tarn (del latín tarnis, que significa rápido o encajonado) es un río del sur de Francia, que fluye paralelo a los Pirineos. Afluente del río Garona, discurre por los departamentos de Lozère, Aveyron, Tarn y Tarn y Garona. Tiene 381 km de longitud y drena una cuenca de 15 700 km².

## Geografía
El río Tarn fluye en dirección suroeste desde sus orígenes a 1550 m, en el departamento de Lozère, en el homónimo monte Lozère, en los montes Cévennes, a través de quebradas y cañones hasta unos 3,5 km aguas abajo de Moissac, donde está su confluencia con el Garona. Dicha confluencia queda a unos 77 km aguas abajo de Toulouse, medidos sobre la línea sinuosa de los meandros del Garona.
De caudal abundante tiene fuertes crecidas, como la del 3 de marzo de 1930 que arrasó su cuenca media y baja con 9,1 m de altura en Albi, un caudal en Montauban de 6100 m³/s y 11,5 m de altura y en Moissac, tras recibir al Aveyron, llegó a 8000 m³/s. Otras riadas más recientes han sido el 8 de diciembre de 1996 (9,43 m en Montauban y 6,09 m en Albi), el 7 de noviembre de 1982 (9 m en Montauban y 7,45 m en Albi) y el 6 de noviembre de 1994 (8,62 m en Montauban y 7,40 m en Albi).
El Tarn pasa cerca de las poblaciones de Millau, Albi, Montauban y Moissac.  Entre los afluentes del Tarn, se puede citar los ríos Tarnon, Dourbie, Agoût y Aveyron.
El viaducto Millau, el puente más alto del mundo, permite que la autopista A75 atraviese el valle del Tarn cerca de Millau. Su inauguración tuvo lugar en diciembre de 2004.

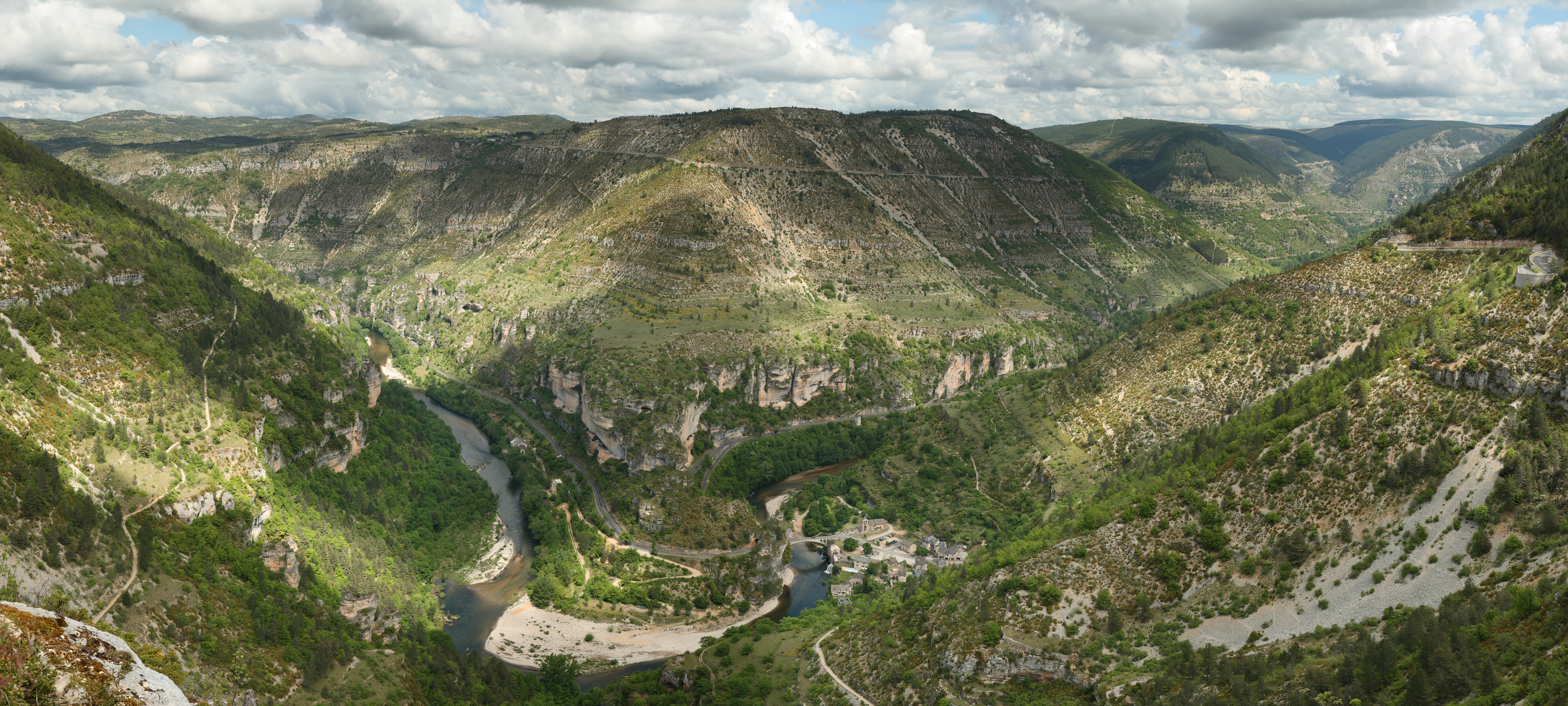
Vista del río Tarn a su paso por Saint-Chély-du-Tarn, en la comuna de Gorges-du-Tarn-Causses.